# SSC Aero
SSC Ultimate Aero TT — суперкар виробництва американської компанії Shelby Super Cars. Повна назва автомобіля розшифровується як Shelby Super Cars Ultimate Aero Twin Turbo. Відомий тим, що 13 вересня 2007 року на одному з огороджених ділянок біля штату Вашингтон встановив світовий рекорд максимальної швидкості серед автомобілів серійного виробництва. Рекорд протримався до 4 липня 2010 року.

## Прототипи

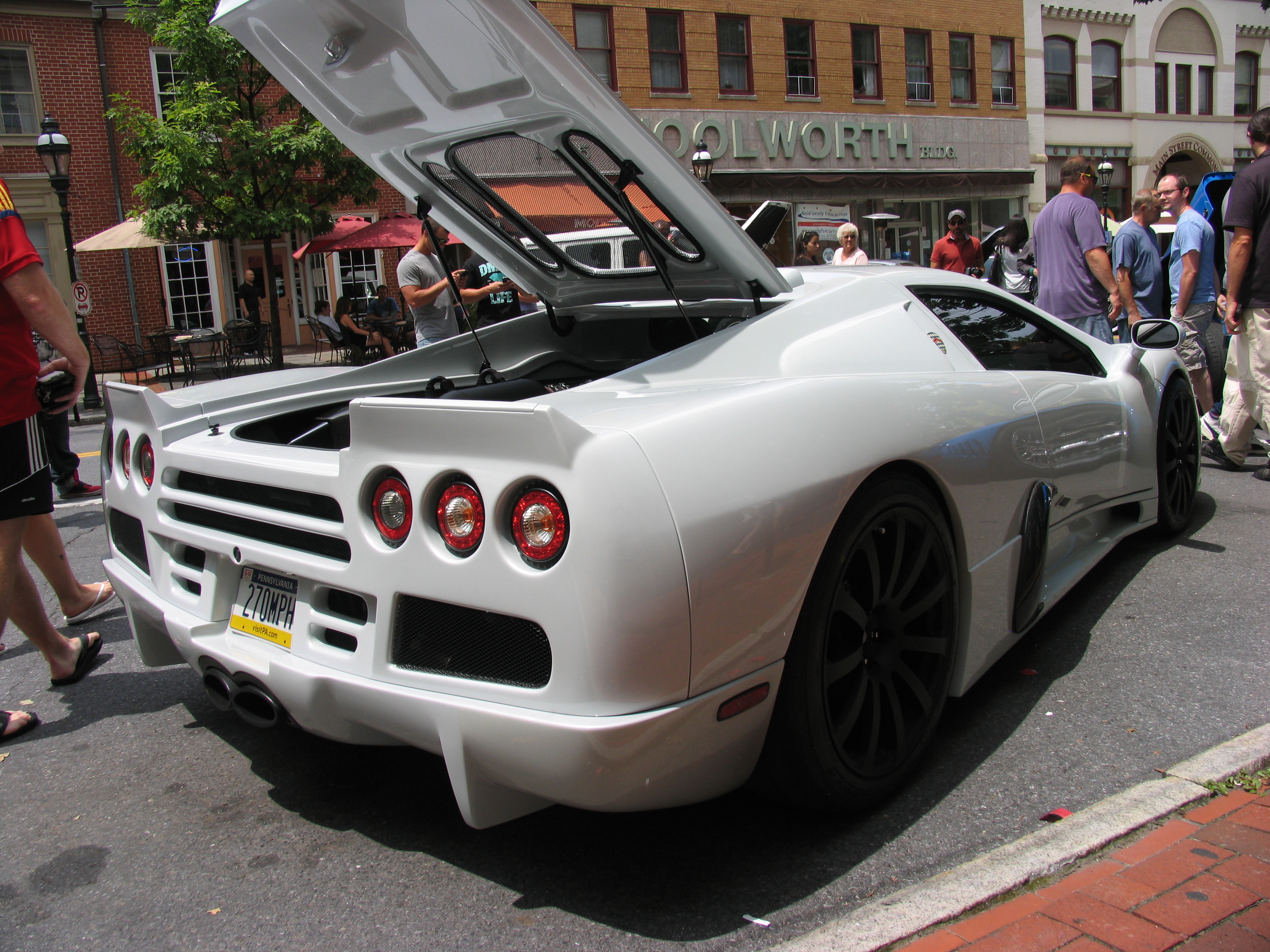
SSC Ultimate Aero

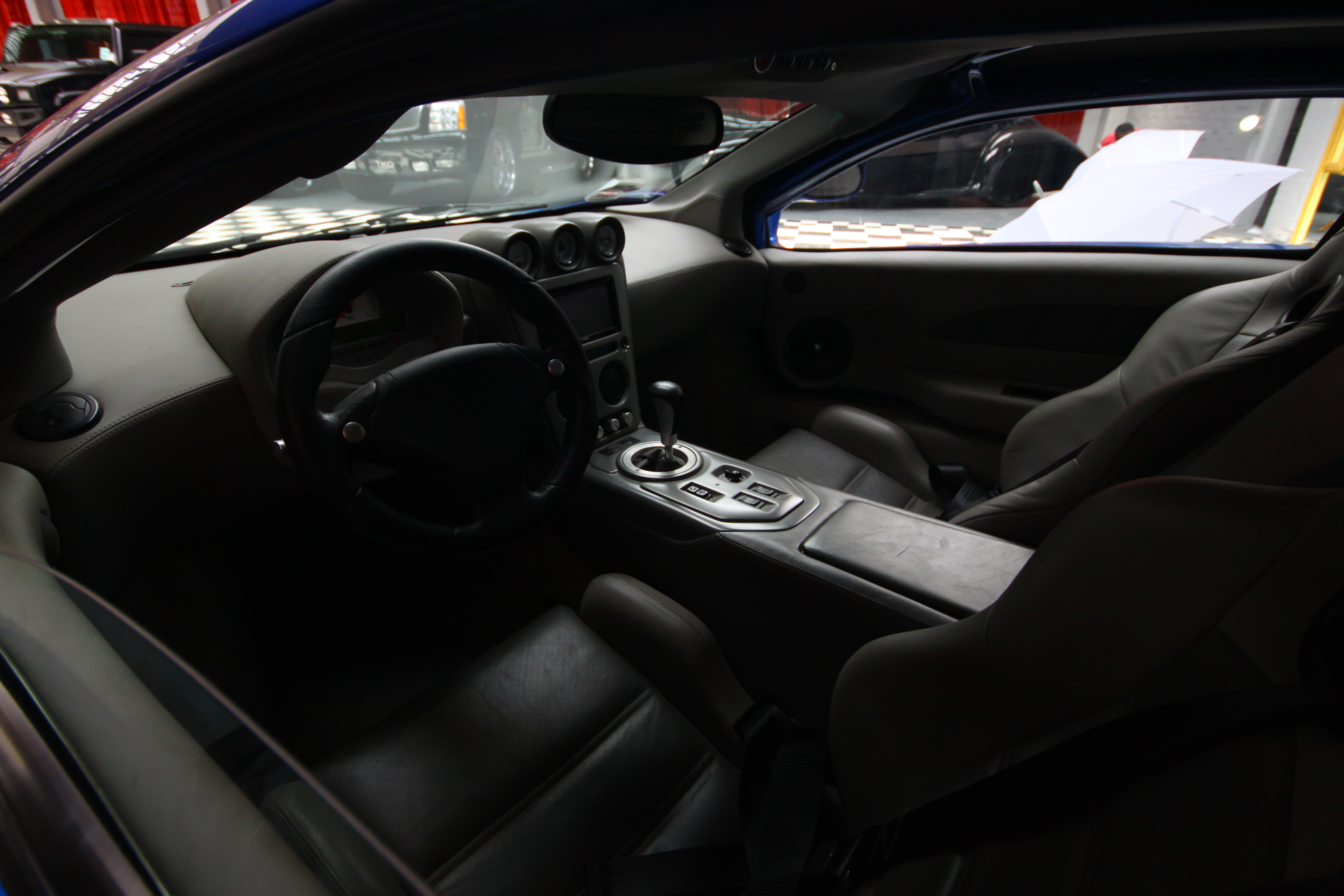
SSC Ultimate Aero

### SSC Aero SC/8T
SSC Aero SC/8T прототип № 001 був побудований з використанням шасі Lamborghini Diablo репліки. Двигун — Corvette C5R від с подвійним турбонаддувом;. 6-ступінчаста механічна коробка передач від Dodge Viper

### SSC Ultimate Aero V8 6,3
Двигуном в базовій моделі Chevrolet V8 Supercharged Aero був потужністю 792 кВт (1062 к.с.) У Ultimate Aero збільшилась потужність до 1183 к.с.
Тестування в аеродинамічній трубі показало, що аеродинаміка Ultimate Aero  може витримувати швидкість в 439 км/год. Ultimate Aero розганяється до 0—96 км/год за 2,78 секунди.

## Модельний ряд

### SSC Ultimate Aero TT
У 2007 році компанія нарешті випустила завершений і готовий до тестування суперкар з назвою SSC Ultimate Aero TT.
Вона оснащена таким же двигуном як і у базової версії 2006 року, проте форсованим до потужності в 1183 к.с. Тепер теоретична максимальна швидкість заявлялась 436 км/год.
Перший серійний SSC Ultimate Aero TT 2007 року був проданий на eBay за $431 100.
Всього було виготовлено 25 екземплярів SSC Ultimate Aero ТТ в 2006-2007 роках.
13 вересня 2007 на огородженій ділянці біля штату Вашингтон вона встановила новий світовий рекорд максимальної швидкості 412,28 км/год.

### SSC Ultimate Aero TT (2009)
Оновлена версія SSC Ultimate Aero TT 2009 року має приблизно на 19% більше кінських сил, в результаті чого їх 1287 к.с. SSC прогнозувався з максимальною швидкістю понад 430 км/год. З метою запобігання перегріву двигуна, обдув двигуна збільшився на 20%. Передня частина автомобіля піддалася змінам, щоб надати їй правильнішу форму з аеродинамічною точки зору. Також був перероблений інтер'єр спорткара. У новому Aero з'явилася система AeroBrake і спойлер піднімається до 8 дюймів (близько 20 см) при гальмуванні.

## Спеціальні версії

### SSC Ultimate Aero EV - 2009
У 2009 Shelby Super Cars році (SSC) оголосила про початок виробництва електричної версії свого суперкара, Ultimate Aero EV, яку вони прозвали. Вона буде оснащуватися двома електродвигунами потужністю по 500 кінських сил, що в результаті видасть сумарно потужність в 1000 л.с. SSC планувала випустити свій перший прототип в лютому 2009, а виробництво почати вже наприкінці року 2009 року. Подвійний двигун AESP 1000 продукує к.с. дозволить їй розігнатися до максимальної швидкості 335 км/год (207 миль) 